# Ensemble Resonanz

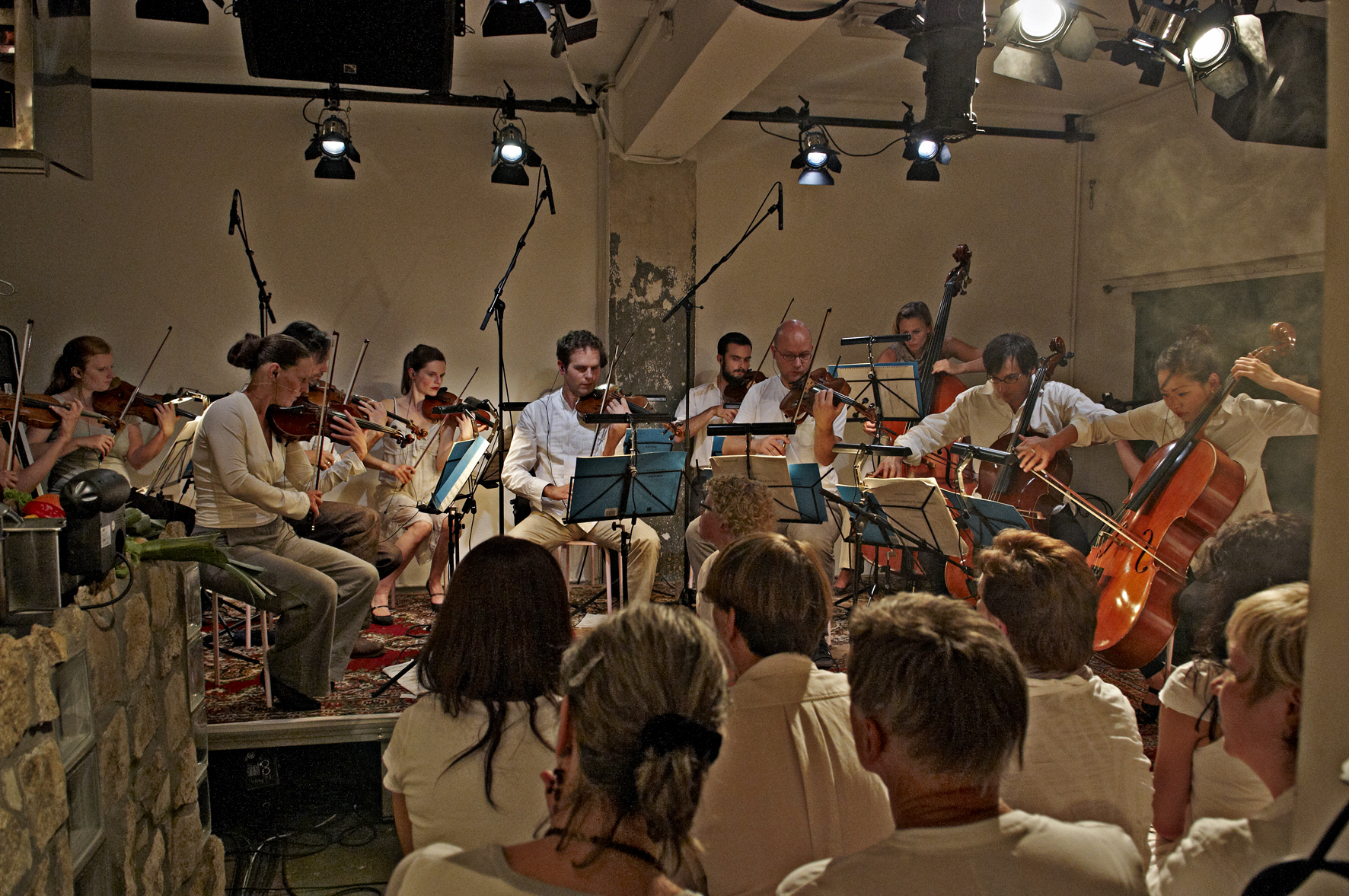
Ensemble Resonanz, 2011

Das Ensemble Resonanz ist ein deutsches Streicherensemble, das die Aufführung zeitgenössischer Musik mit der Interpretation des klassischen Repertoires verbindet. Es sieht sich an der Schnittstelle zwischen Kammerorchester und Solistenensemble für Neue Musik und möchte Tradition mit moderner Clubkultur verbinden. Beheimatet ist das Ensemble in Hamburg, wo es als Ensemble in Residence in der Elbphilharmonie auftritt und mit dem „Resonanzraum“ im Hochbunker auf St. Pauli einen „Kammermusik-Club“ bespielt.

## Geschichte
Das Ensemble wurde 1994 von Mitgliedern der Jungen Deutschen Philharmonie gegründet. Nach Stationen in Frankfurt und in Diez an der Lahn wurde 2002 die Freie und Hansestadt Hamburg Heimat des Ensembles. Dort etablierte es sich als Ensemble in Residence der Laeiszhalle – Musikhalle Hamburg mit der Konzertreihe „Resonanzen“. Seit Januar 2017 wird die Residency im Kammermusiksaal der Elbphilharmonie weitergeführt. Im Hamburger Schanzenviertel hat das Ensemble Resonanz seit 2011 die junge Konzertreihe „Urban String“ etabliert, die Klassik und Clubkultur miteinander verbindet.
Das 20-köpfige Ensemble ist demokratisch organisiert und arbeitet ohne festen Dirigenten, bindet aber immer wieder künstlerische Partner als Artist in Residence ein: den Cellisten Jean-Guihen Queyras (2010 bis 2013), die Bratschistin Tabea Zimmermann (2013–2015), den Dirigenten Emilio Pomàrico (2016–2018) sowie den Dirigenten und Geiger Riccardo Minasi (2018–2022); ihm ist die Szenografin Annette Kurz in dieser Position gefolgt. Weitere Partner des Ensembles sind nicht nur Komponisten, Solisten und Dirigenten, sondern auch Medienkünstler, Regisseure sowie darstellende und bildende Künstler. Dazu gehörten unter anderem Helmut Lachenmann, Beat Furrer, Rebecca Saunders, Julia Faust, Charly Hübner, Alexander Melnikov, Enno Poppe, Fazıl Say, Matthias Goerne, Asmik Grigorian, Bryce Dessner, Reinhard Goebel, Imre Kertész, Roger Willemsen, Jimi Tenor, Derya Yıldırım, Falk Richter und der RIAS Kammerchor.
Gastspielstationen waren u. a. die Salzburger Festspiele, Bachwoche Ansbach, RuhrTriennale, Wiener Konzerthaus, Philharmonie Luxemburg, Kölner Philharmonie, Théâtre des Bouffes du Nord Paris, Muziekgebouw Amsterdam, Tonhalle Düsseldorf, LaBiennale Venedig, Ultraschall Festival, Philharmonie Berlin und MaerzMusik.
Seit 2014 kooperiert das Ensemble mit dem freien Musikradio ByteFM – ebenfalls mit Sitz im Bunker Hamburg – im Rahmen einer monatlichen Klassiksendung.
Zu seinen Auszeichnungen gehört der Würth-Preis der Jeunesses Musicales Deutschland (2002) und der Rudolf Stilcken Preis für Kultur-Kommunikation. Von 2002 bis 2004 war es Ensemble in Residence der Darmstädter Ferienkurse für Neue Musik. In den Jahren 2005 bis 2008 begleitete es mit der Konzertserie „Kaispeicher entern!“ in der Hamburger HafenCity den Bau der Elbphilharmonie.

## Diskografie
- W.A. Mozart: Sinfonien Nr. 36 »Linzer« & Nr. 38 »Prager«, mit Riccardo Minasi
- Beethoven: Klavierkonzerte Nr. 4 op. 58 & Nr. »6« op. 61a (2021, harmonia mundi), mit Gianluca Cascioli & Riccardo Minasi
- Pergolesi: Stabat Mater (2021, harmonia mundi), mit Giulia Semenzato, Lucile Richardot & Riccardo Minasi
- Enno Poppe: Filz (2021, WERGO), mit Tabea Zimmermann & Enno Poppe
- mercy seat – winterreise: Eine Séance zwischen Franz Schubert und Nick Cave (2020, resonanzraum records), mit Charly Hübner
- W.A. Mozart: Sinfonien Nr. 39–41 (2020, harmonia mundi), mit Riccardo Minasi
- Bryce Dessner: Tenebre (2019, resonanzraum records), mit Moses Sumney
- Joseph Haydn: Die sieben letzten Worte (2019, harmonia mundi), mit Riccardo Minasi
- C.P.E. Bach: Cello Concertos (2018, harmonia mundi), mit Jean-Guihen Queyras, Cello
- J.S. Bach: Weihnachtsoratorium (2017, resonanzraum records)
- C.P.E. Bach: 4 Sinfonien Wq 183, 6 Sonaten Wq 184 (2016, es-dur)
- C.P.E. Bach: 6 Hamburg Symphonies (2014, es-dur)
- Berg / Schönberg: Lyrische Suite / Verklärte Nacht (2014, harmonia mundi), mit Jean-Guihen Queyras, Cello
- Hanns Eisler: Ernste Gesänge & Lieder mit Klavier (2013, harmonia mundi), mit Matthias Görne
- Julia Wolfe: Cruel Sister / Fuel (2011, cantalouope music), mit Brad Lubman
- Manuel Hidalgo: Hacia (2010, kairos), mit dem WDR Sinfonieorchester Köln und Lothar Zagrosek
- Iannis Xenakis: Music for Strings (2005, mode records)
- Johann Sebastian Bach: Goldberg-Variationen (2002, ambitus)
- Michael Gordon: Weather (1997, nonesuch records)